# Iowa (Louisiana)
Iowa is een plaats (town) in de Amerikaanse staat Louisiana, en valt bestuurlijk gezien onder Calcasieu Parish.

## Demografie
Bij de volkstelling in 2000 werd het aantal inwoners vastgesteld op 2663.
In 2006 is het aantal inwoners door het United States Census Bureau geschat op 2578, een daling van 85 (-3.2%).

## Geografie
Volgens het United States Census Bureau beslaat de plaats een oppervlakte van
8,1 km², waarvan 8,0 km² land en 0,1 km² water. Iowa ligt op ongeveer 6 m boven zeeniveau.

## Plaatsen in de nabije omgeving
De onderstaande figuur toont nabijgelegen plaatsen in een straal van 24 km rond Iowa.